# Appuntamento con una ragazza che si sente sola
Appuntamento con una ragazza che si sente sola (T.R. Baskin) è un film del 1971, diretto da Herbert Ross.

## Trama
T.R. Baskin è una ragazza di provincia che riesce a trasferirsi a Chicago, dove sogna di vivere la vita brillante delle grandi metropoli, ma dovrà fare presto i conti con la freddezza e la velocità di una società molto diversa da come l'aveva immaginata. Durante questa esperienza incontrerà Larry, un affascinante uomo d'affari di cui si invaghisce, ma per lui lei sarà solo un'avventura, anche perché la scambia per una ragazza di facili costumi. Quando T.R. se ne sarà resa conto, romperà il rapporto con Larry. Dopo qualche settimana T.R. riceve una telefonata da Jack, un amico di Larry che arriva a Chicago per lavoro e ha avuto il suo numero proprio da Larry, rimasto convinto che lei sia una ragazza disponibile a incontrare uomini per denaro. T.R. decide di incontrarlo, e nella camera di albergo dell'uomo, che è una persona perbene, gli racconterà tutta la sua storia, ricevendone conforto e solidarietà.